# Conselho Nacional de Defesa e Segurança
O Conselho Nacional de Defesa e Segurança (em birmanês: အမျိုးသား ကာကွယ်ရေးနှင့် လုံခြုံရေး ကောင်စီ, my) é um conselho de segurança nacional de onze membros responsável pelos assuntos de segurança e defesa em Mianmar. Embora o presidente seja o chefe executivo do governo de Mianmar, a Constituição de 2008 reserva certos poderes executivos importantes para o Conselho Nacional de Defesa e Segurança e algumas ações do presidente e do Tatmadaw (forças armadas) exigem a aprovação do órgão. Dos onze membros, o Comandante-em-Chefe dos Serviços de Defesa nomeia cinco membros e controla seis votos. A existência do Conselho Nacional de Defesa e Segurança está consagrada no Capítulo V da Constituição de Mianmar de 2008, e foi formado em 31 de março de 2011.
Uma reunião do Conselho Nacional de Defesa e Segurança só pode ser convocada pelo presidente, o que nunca foi feito durante o período de 2016-2021 da Liga Nacional para a Democracia. Depois que o presidente Win Myint se recusou a convocar uma reunião para abordar as alegações infundadas do Tatmadaw de fraude eleitoral em massa nas eleições gerais de 2020, o Tatmadaw sob a liderança do comandante-em-chefe Min Aung Hlaing executou um golpe de Estado em 1 de fevereiro de 2021, removendo Win Myint e instalando Myint Swe como presidente interino para que ele pudesse convocar uma reunião do Conselho Nacional de Defesa e Segurança e transferir o poder estatal para Min Aung Hlaing. O Conselho Nacional de Defesa e Segurança desde então continuou a servir como a suposta base de legitimidade para a ditadura militar de Min Aung Hlaing.
As funções constitucionalmente consagradas do órgão incluem amplos poderes:
- recomendar indultos para que o Presidente conceda anistia[7][10]
- aprovar o ato do Presidente de romper relações diplomáticas estrangeiras[7]
- coordenar com o Presidente a tomada de medidas militares contra agressores[7]
- aprovar a competência do Tatmadaw de recrutar cidadãos[7]
- indicar um candidato a Comandante-em-Chefe dos Serviços de Defesa, a ser nomeado pelo Presidente[7]
- coordenar com o Presidente a declaração de estado de emergência[7]
- exercer poderes legislativos, executivos e judiciários durante o estado de emergência[7]
- exercer poder soberano durante o estado de emergência[7]